# Lijst van heersers van Lippe

Stamwapen

Hieronder volgt een lijst van heersers van Lippe.

## Heren van Lippe
- 1122 – 1158: Bernhard I
- 1128 – 1167: Herman I
- 1167 – 1196: Bernhard II
- 1196 – 1229: Herman II
- 1230 – 1265: Bernhard III
- 1265 – 1273: Herman III
- 1273 – 1275: Bernhard IV
- 1273 – 1344: Simon I
- ? – 1332/34: Simon II, mede-regent
- 1344 – 1360: Otto, regeerde te Lemgo
- 1344 – 1364: Bernhard V, regeerde te Rheda
- 1360 – 1410: Simon III
- 1410 – 1415: Bernhard VI
- 1415 – 1429: Simon IV
- 1429 – 1511: Bernhard VII
- 1511 – 1528: Simon V, werd in 1528 verheven tot graaf

## Graven van Lippe
- 1528 – 1536: Simon V, sinds 1511 heer van Lippe
- 1536 – 1563: Bernhard VIII
- 1563 – 1613: Simon VI

In 1613 wordt Lippe verdeeld in de linies Lippe-Detmold, Lippe-Brake, Lippe-Schwalenberg en Lippe-Alverdissen (later Schaumburg-Lippe)

### Graven van Lippe-Detmold
- 1613 – 1627: Simon VII, na zijn dood wordt het gebied gedeeld tussen zijn zonen
- 1627 – 1636: Simon Lodewijk, volgt op in Lippe-Detmold, zijn broer Joost Herman volgt op in Lippe-Biesterfeld
- 1636 – 1650: Simon Filips
- 1650 – 1652: Johan Bernhard
- 1652 – 1666: Herman Adolf
- 1666 – 1697: Simon Hendrik
- 1697 – 1718: Frederik Adolf
- 1718 – 1734: Simon Hendrik Adolf
- 1734 – 1782: Simon August
- 1782 – 1789: Leopold, werd in 1789 tot vorst verheven (zie onder Vorsten van Lippe(-Detmold))

#### Graven van Lippe-Biesterfeld
- 1625 – 1678: Joost Herman
- 1678 – 1736: Rudolf Ferdinand, na zijn dood wordt het gebied gedeeld tussen zijn zonen
- 1736 – 1781: Karel Frederik August, volgt op in Lippe-Biesterfeld, zijn broer Ferdinand Lodewijk volgt op in Lippe- Weißenfeld
- 1781 – 1810: Karel Ernst Casimir
- 1810 – 1840: Willem Ernst
- 1840 – 1884: Julius
- 1884 – 1904: Ernst
- 1904 – 1905: Leopold, wordt in 1905 vorst van Lippe (zie onder Vorsten van Lippe(-Detmold))

##### Graven van Lippe-Weißenfeld
- 1736 – 1791: Ferdinand Lodewijk
- 1791: Frederik Lodewijk
- 1791 – 1846: Ferdinand
- 1846 – 1882: Gustaaf

### Graven van Lippe-Brake
- 1613 – 1659: Otto
- 1659 – 1700: Casimir
- 1700 – 1707: Rudolf
- 1707 – 1709: Lodewijk Ferdinand

Na het kinderloos overlijden van Lodewijk Ferdinand valt Lippe-Brake aan de hoofdlijn Lippe-Detmold

### Graven van Lippe-Schwalenberg
- 1613 – 1620: Herman

Na het kinderloos overlijden van Herman valt Lippe-Schwalenberg aan de hoofdlijn Lippe-Detmold 

### Graven van Lippe-Alverdissen/Schaumburg-Lippe
- 1613 – 1681: Filips I, eerst graaf van Lippe-Alverdissen, noemt zich na 1640 graaf van Schaumburg-Lippe
- 1681 – 1728: Frederik Christiaan, volgt op in Schaumburg-Lippe, zijn broer Filips Ernst volgt op in Lippe-Alverdissen (zie verder de lijst van heersers van Schaumburg-Lippe)

#### Graven van (Schaumburg-)Lippe-Alverdissen
- 1681 – 1723: Filips Ernst I
- 1723 – 1749: Frederik Ernst
- 1749 – 1777: Filips Ernst II, wordt in 1777 graaf van Schaumburg-Lippe, waarna beide gebieden verenigd worden (zie verder de lijst van heersers van Schaumburg-Lippe)

## Vorsten van Lippe(-Detmold)

Wapen vorstendom Lippe

- 1789 – 1802: Leopold I, sinds 1782 graaf van Lippe-Detmold
- 1802 – 1851: Leopold II
- 1851 – 1875: Leopold III
- 1875 – 1895: Woldemar
- 1895 – 1905: Alexander
  - 1895 – 1897: Adolf van Schaumburg-Lippe, regent
  - 1897 – 1904: Ernst van Lippe-Biesterfeld, regent
  - 1904 – 1905: Leopold van Lippe-Biesterfeld, regent
- 1905 – 1918: Leopold IV

## Landen die geregeerd werden door leden van het huis Lippe
- Lippe (1123–1918), bekend als Lippe-Detmold vanaf 1613

- Lippe-Brake (1613–1709)

- Lippe-Alverdissen (1613–1640 en 1681–1777)

- Lippe-Biesterfeld

- Lippe-Weissenfeld

- Schaumburg-Lippe (1643–1918)

- Nederland (1948-2013) (prins Bernhard was prins-gemaal van koningin Juliana (1948-1980), deze werd opgevolgd door koningin Beatrix (1980-2013), die onder andere de titel van prinses van Lippe-Biesterfeld draagt.)